# Tórolvur Sigmundsson
Tórólvur Sigmundsson (m. 1026) fue un caudillo vikingo de las Islas Feroe en el siglo XI y aparece como personaje histórico en la saga Færeyinga y la saga de Olaf II el Santo. Era hijo de Sigmundur Brestisson y Turið Torkilsdóttir.
Fue uno de los tres terratenientes designados por Olaf II el Santo en 1024, junto a Leivur Øssursson y Gilli para gobernar el archipiélago bajo la corona de Noruega, poniendo fin a la mancomunidad feroesa como territorio libre.